# 378년

## 연호
- 동진(東晉) 태원(太元) 3년
- 전진(前秦) 건원(建元) 14년

## 기년
- 동진(東晉) 효무제(孝武帝) 6년
- 신라(新羅) 내물 마립간(奈勿麻立干) 23년
- 고구려(高句麗) 소수림왕(小獸林王) 8년
- 백제(百濟) 근구수왕(近仇首王) 4년

## 사건
- 훈족이 트라키아를 침략하다.